# دين توماس (متسابق دراجات نارية)
دين توماس (بالإنجليزية: Dean Thomas) مواليد 4 يناير 1973 في أستراليا، هو متسابق دراجات نارية أسترالي. نافس في بطولة العالم للسوبرسبورت.

## روابط خارجية
- دين توماس على موقع WorldSBK.com (الإنجليزية)